# مگ موریس
مگ موریس (انگلیسی: Meg Morris؛ زادهٔ ۱۱ مهٔ ۱۹۹۲) بازیکن فوتبال اهل ایالات متحده آمریکا است.
از باشگاه‌هایی که در آن بازی کرده‌است می‌توان به اسکای بلو اف‌سی و باشگاه فوتبال پورتلند تورنز اشاره کرد.
وی همچنین در تیم ملی فوتبال United States U-20 بازی کرده‌است.